# 大果水翁
大果水翁（学名：Cleistocalyx conspersipunctatus）为桃金娘科水翁属下的一个种。